# Choťovice
Choťovice (deutsch Chotiowitz, auch Chotowitz) ist eine Gemeinde in Tschechien. Sie liegt 14 Kilometer östlich von Poděbrady und gehört zum Okres Kolín.

## Geographie
Choťovice befindet sich am linken Ufer des von der Cidlina gespeisten Teiches Žehuňský rybník auf der Ostböhmischen Tafel. Auf der gegenüberliegenden Seite des Teiches verläuft die Bahnstrecke Velký Osek–Trutnov, dort liegt auch die Bahnstation „Choťovice“. Südwestlich erhebt sich der Hügel Kozí hůra (272 m). Im Süden wird das Dorf von der Autobahn D 11/Europastraße 67 umfahren.
Nachbarorte sind Dlouhopolsko, Na Kopičáku und Kněžičky im Norden, Lovčice und Bludy im Nordosten, Převýšov, Zbraň und Končice im Osten, Rozehnaly und Radovesnice II im Südosten, Dománovice im Süden, Polní Chrčice im Südwesten, Žehuň und Libněves im Westen sowie Hradčany und Stará Báň im Nordwesten.

## Geschichte
Nach alten Überlieferungen soll in Choťovice eine Feste der Slavnikiden gestanden sein. Im Jahre 995 nutzen die Přemysliden im Bunde mit den Vršovci die Abwesenheit des Heeres des Slavnikiden zur Eroberung deren Gebiete. Dabei soll auch die Feste Choťovice vernichtet worden sein.
Die erste urkundliche Erwähnung des Ortes erfolgte im Jahre 1357, als Mikuláš und Jan Bartek als Besitzer der wahrscheinlich um 1345 erbauten Feste genannt wurden. Als weiterer Besitzer ist ab 1392 Mikuláš von Chotějovice nachweisbar. Im Jahre 1414 wurde das Choťovice an die Herrschaft Hradišťko angeschlossen. Der Grundriss des Ortes mit seinem zentralen 150 m langen und 100 m breiten Marktplatz, zu dem alle Straßen führen, legt nahe, dass Choťovice als eine städtische Siedlung angelegt worden ist. Nachdem 1492 die Cidlina zum großen Zehuner Fischteich aufgestaut worden war, lag der Ort direkt am Rande des Gewässers und konnte sich nicht mehr ausdehnen. In der berní rula von 1654 sind für Choťovice zehn Bauernstellen, sechs Beisassen und zwei Kötter ausgewiesen.
Nach der Aufhebung der Patrimonialherrschaften bildete Chotějovice/Chotowitz ab 1850 eine Gemeinde im Bezirk Nový Bydžov. Im Jahre 1870 nahm am gegenüberliegenden Ufer des Sees am Zehuner Tiergarten die Eisenbahnstrecke Groß Wossek – Wostromer den Verkehr auf. 1895 eröffnete in dem Ort eine vierklassige Schule. Zum Ende des 19. Jahrhunderts änderte sich der Name der Gemeinde zunächst in Chotovice und dann in Choťovice. 1931 lebten in dem Dorf 518 Menschen. Am 1. Jänner 1961 wurde Choťovice nach Žehuň eingemeindet und kam zugleich zum Okres Nymburk. Seit Beginn des Jahres 2007 gehört sie zum Okres Kolín.

## Gemeindegliederung
Für die Gemeinde Choťovice sind keine Ortsteile ausgewiesen. Zu Choťovice gehört die Einschicht Korce (Koretz).

## Sehenswürdigkeiten

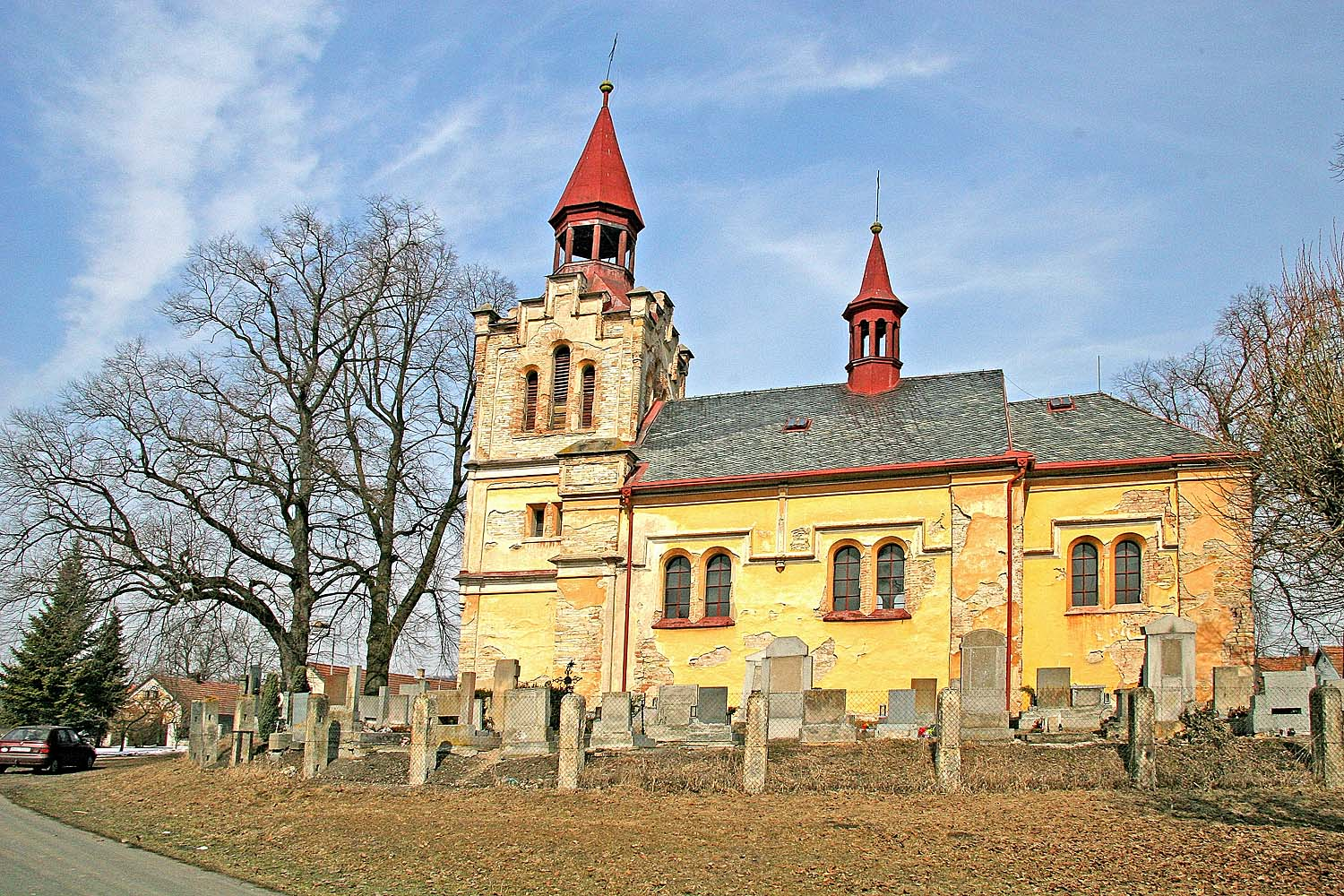
Kirche Mariä Wiegenfest

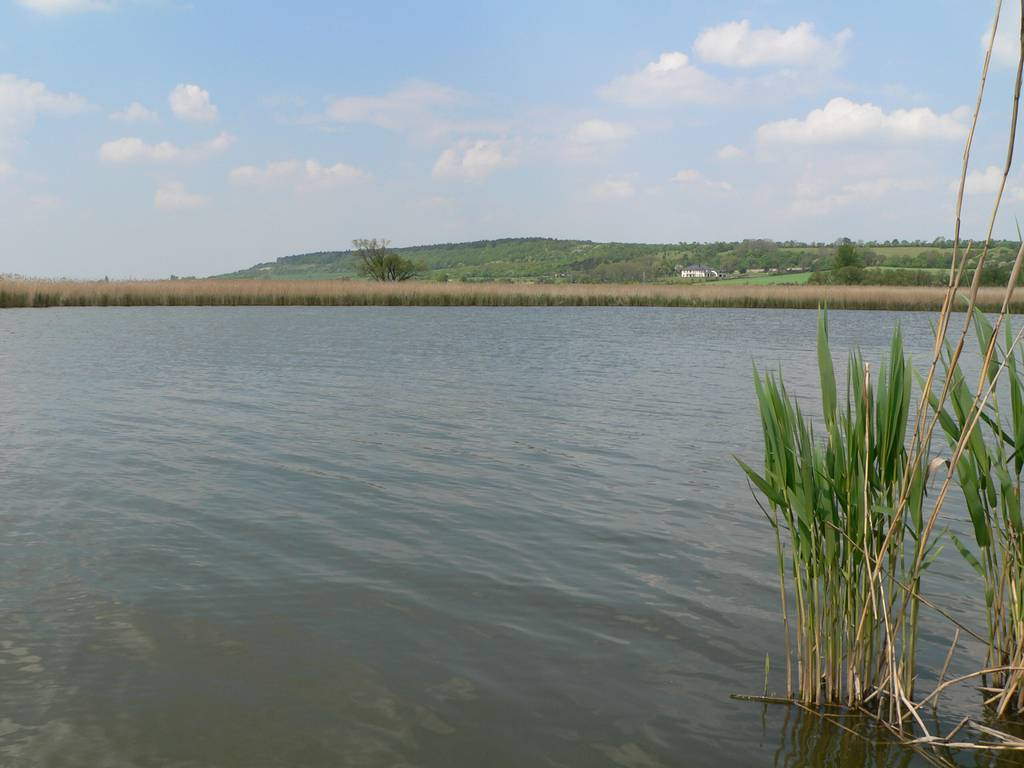
Blick über den Žehuňský rybník nach Báň

- frühbarocke Kirche Mariä Wiegenfest, der ursprüngliche seit 1357 nachweisbare Bau mit nebenstehendem hölzernen Glockenturm wurde im 17. Jahrhundert durch einen Blitzschlag zerstört. 1670 erfolgte der Wiederaufbau unter neuer Gestaltung. 1860 erfolgte nach Plänen des Baumeisters Míča ein Umbau und der Aufbau eines Glockenturmes. 1864 erfolgte im Beisein von Agnes Gräfin Kinsky die Kirchweihe.
- Teich Žehuňský rybník (Zehuner Teich) mit 258 ha Wasserfläche, nationales Naturschutzgebiet
- Naturschutzgebiet Kněžičky und Wald Žehuňská obora (Zehuner Tiergarten), gegenüber dem Teich
- Kapelle des hl. Ferdinand, nordöstlich am Rande der Žehuňská obora
- Jagdschlösschen Kněžičky (Neugebäu) in der Žehuňská obora